# Tonight or Never
Tonight or Never è un film del 1931 diretto da Mervyn LeRoy.
È una commedia a sfondo romantico statunitense con Gloria Swanson, Melvyn Douglas e Alison Skipworth. È basato sulla commedia teatrale Tonight or Never di Lili Hatvany, un grande successo di Broadway prodotto da David Belasco, che restò in scena, dopo il debutto il 18 novembre 1930, fino al giugno 1931 per un totale di 232 recite.
Il guardaroba di Gloria Swanson è stato curato da Coco Chanel.

## Produzione
Il film, diretto da Mervyn LeRoy su una sceneggiatura di Fanny Hatton, Frederic Hatton e Ernest Vajda e un soggetto di Lily Hatvany, fu prodotto da Samuel Goldwyn per la Samuel Goldwyn Company e la Feature Productions e girato negli United Artists Studios a Hollywood, Los Angeles, California, fino a metà ottobre 1931. Nel film, Melvyn Douglas, Ferdinand Gottschalk, Robert Greig, Greta Meyer e Warburton Gamble interpretano i ruoli che avevano interpretato anche nella commedia teatrale.

## Distribuzione
Il film fu distribuito negli Stati Uniti dal 17 dicembre 1931 (première a Los Angeles il 4 dicembre) al cinema dalla United Artists.
Altre distribuzioni:
- in Finlandia il 18 febbraio 1934
- in Francia (Cette nuit ou jamais)
- in Brasile (Esta Noite ou Nunca)
- in Spagna (Esta noche o nunca)